# Tommy Fury

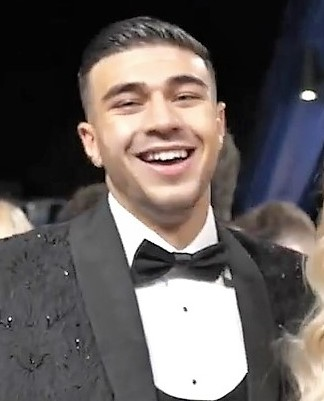
Tommy Fury im Jahre 2020

Tommy Fury (* 7. Mai 1999 in Manchester) ist ein britischer Profiboxer und eine Reality-TV-Persönlichkeit.

## Leben
Furys Vater ist irischer Herkunft (Pavee), seine Mutter hat mauritische Wurzeln. Sein älterer Halbbruder ist der ehemalige Boxweltmeister Tyson Fury.
Seinen ersten Profiboxkampf hatte Fury am 22. Dezember 2018 gegen den Letten Jevgenijs Andrejevs. Nach seinem zweiten Sieg gegen den Briten Callum Ide am 23. März 2019 unterbrach Fury seine Boxkarriere für neun Monate, um an der fünften Staffel von Love Island (UK) teilzunehmen. Zusammen mit Molly-Mae Hague erreichte er den zweiten Platz in der Show. Im Dezember 2019 nahm er seine Boxkarriere mit einem Kampf und Sieg gegen den Polen Przemyslaw Binienda wieder auf.
Am 26. Februar 2023 hatte Fury seinen ersten Boxkampf auf der main card gegen den US-Amerikaner Jake Paul, nachdem er zuvor nur als Vorkämpfer (undercard) aufgetreten war. Er gewann den Kampf gegen Paul per Split Decision. Seine 10 Kämpfe (Stand Oktober 2023) gewann Fury allesamt, vier davon durch Knockout.
Tommy Fury hat mit seiner Partnerin Molly-Mae eine Tochter (* 2023). Im Juli 2023 verlobten sich Tommy und Molly-Mae, doch trennten sie sich im August 2024.

## Karriere im Boxen
| #  | Ergebnis | Gegner                              | Runde | Datum             | Ort                                |
| -- | -------- | ----------------------------------- | ----- | ----------------- | ---------------------------------- |
| 10 | Sieg     | Olajide Williams „JJ/ KSI“ Olatunji | 6     | 14. Oktober 2023  | Manchester, Vereinigtes Königreich |
| 9  | Sieg     | Jake Paul                           | 8     | 26. Februar 2023  | Riad, Saudi-Arabien                |
| 8  | Sieg     | Daniel Bocianski                    | 6     | 23. April 2022    | London, Vereinigtes Königreich     |
| 7  | Sieg     | Anthony Taylor                      | 4     | 29. August 2021   | Cleveland, USA                     |
| 6  | Sieg     | Jordan Grant                        | 4     | 5. Juni 2021      | Telford, Vereinigtes Königreich    |
| 5  | Sieg     | Scott Williams                      | 2 (4) | 27. Februar 2021  | London, Vereinigtes Königreich     |
| 4  | Sieg     | Genadij Krajevskij                  | 2 (4) | 13. November 2020 | London, Vereinigtes Königreich     |
| 3  | Sieg     | Przemyslaw Binienda                 | 1 (6) | 21. Dezember 2019 | London, Vereinigtes Königreich     |
| 2  | Sieg     | Callum Ide                          | 1 (4) | 23. März 2019     | Leicester, Vereinigtes Königreich  |
| 1  | Sieg     | Jevgenijs Andrejevs                 | 4     | 22. Dezember 2018 | Manchester, Vereinigtes Königreich |